# IC 631
IC 631 је елиптична галаксија у сазвјежђу Секстант која се налази на листи објеката дубоког неба у Индекс каталогу.
Деклинација објекта је - 7° 3' 6" а ректасцензија 10h 38m 58,8s. Привидна величина (магнитуда) објекта IC 631 износи 15,2 а фотографска магнитуда 16,2. IC 631 је још познат и под ознакама NPM1G -06.0307, PGC 155542.